# Altenkunstadt

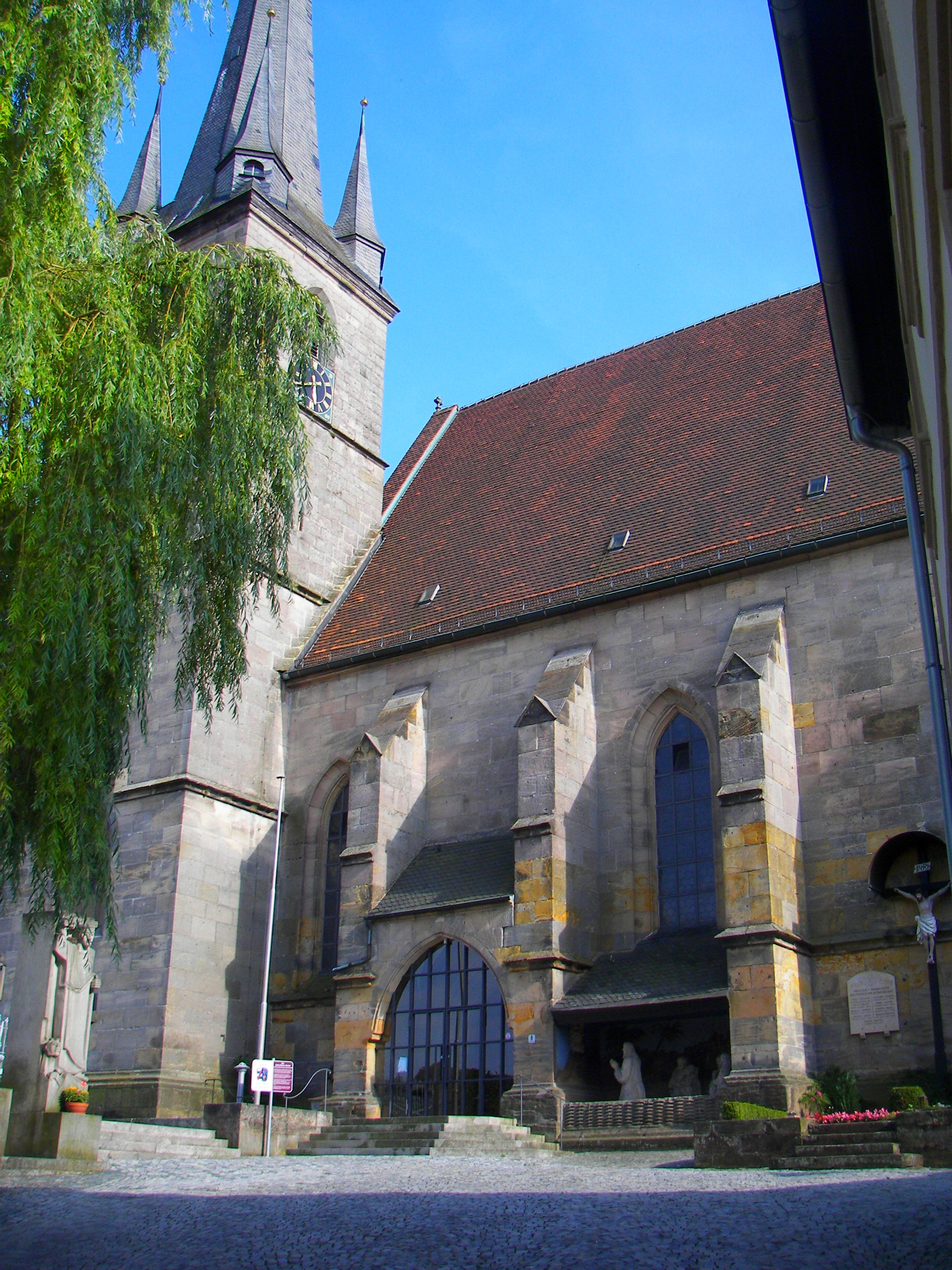
Katholische Kirche

Altenkunstadt ist eine Gemeinde am Obermain im oberfränkischen Landkreis Lichtenfels.

## Geographie

### Geographische Lage
Altenkunstadt liegt am Fuß des Kordigasts in der Region Oberfranken-West auf der linken Seite des Mains, etwa 17 km östlich von Lichtenfels und etwa 40 km nordöstlich von Bamberg. Auf der gegenüberliegenden nördlichen Seite des Flusses befindet sich die Nachbarstadt Burgkunstadt. Südlich schließt sich die Stadt Weismain an, westlich benachbart sind die Gemeinde Hochstadt am Main und die Stadt Lichtenfels.
Durch das Gemeindegebiet fließen Würnitz und Weismain und münden dort in den Main.

### Gemeindegliederung
Es gibt 16 Gemeindeteile (in Klammern ist der Siedlungstyp angegeben):
- Altenkunstadt (Pfarrdorf)
- Baiersdorf (Dorf)
- Burkheim (Dorf)
- Kapelle (Einöde)
- Kienmühle (Weiler)
- Kordigast (Einöde)
- Maineck (Kirchdorf)
- Pfaffendorf (Dorf)
- Prügel (Dorf)
- Röhrig (Weiler)
- Spiesberg (Dorf)
- Strössendorf (Pfarrdorf)
- Tauschendorf (Weiler)
- Trebitzmühle (Einöde)
- Woffendorf (Dorf)
- Zeublitz (Dorf)

Es gibt die Gemarkungen Altenkunstadt, Baiersdorf, Burkheim, Maineck, Pfaffendorf, Prügel, Röhrig, Spiesberg, Strössendorf, Tauschendorf, Woffendorf und Zeublitz. Maineck liegt vier Kilometer östlich von Altenkunstadt entfernt direkt am Main.

## Geschichte

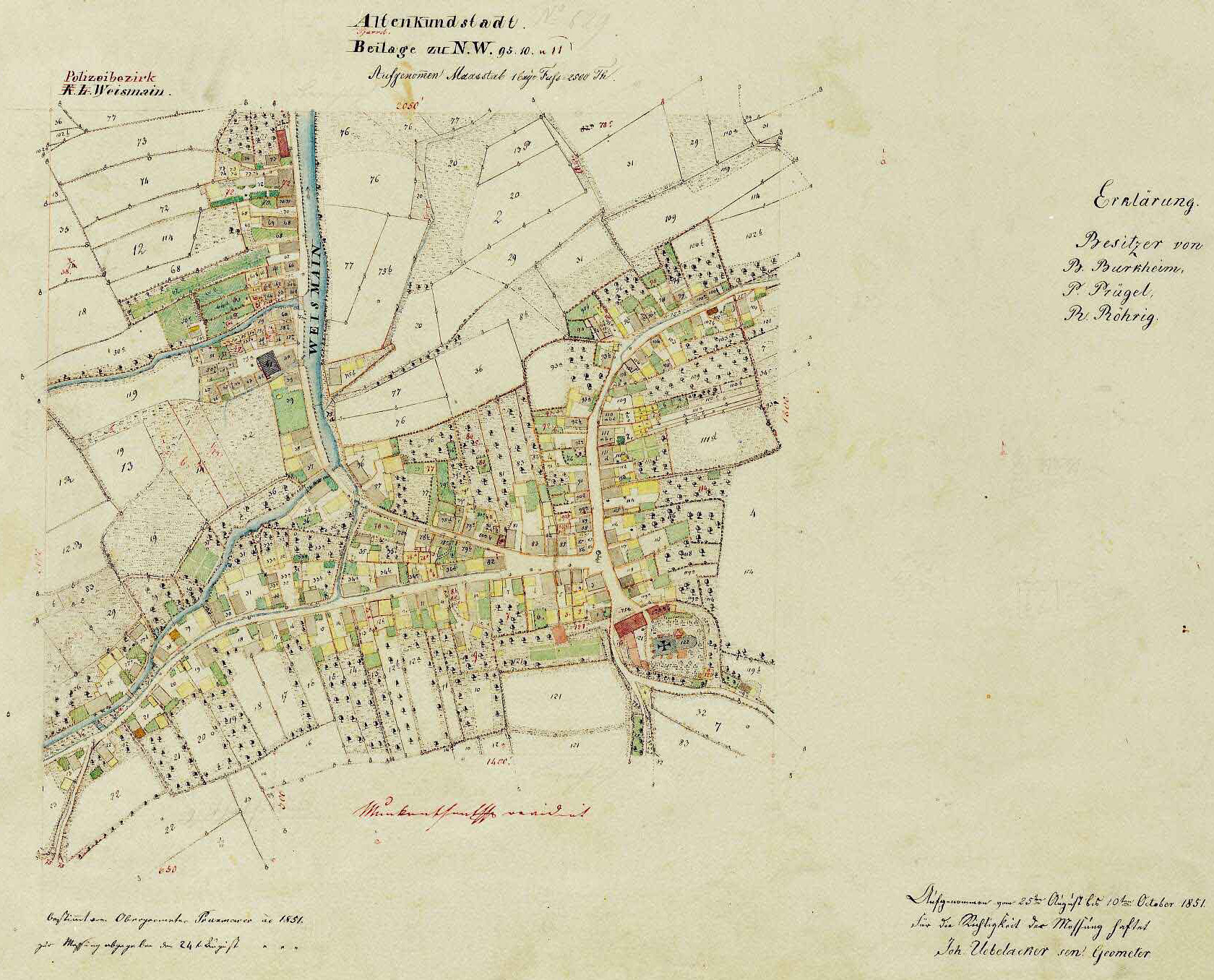
Historischer Ortsplan von Altenkunstadt aus dem Jahr 1851

### Bis zur Gemeindegründung
Die Geschichte von Altenkunstadt ist eng mit der Geschichte der Stadt Burgkunstadt verbunden. Unklar ist, ob sich die Nennung von „Kunestat“ im 9. Jahrhundert auf Burgkunstadt oder Altenkunstadt bezieht. Die katholische Kirche von Altenkunstadt wird zu den Urpfarreien Oberfrankens gezählt. Dessen Gründung erfolgte wohl kurz nach 800, und zwar in einem vorkarolingischen, das heißt auch wohl vorchristlichen Friedhof und gehört somit zum ältesten Siedlungsbereich Altenkunstadts. Die erste Siedlung Altenkunstadts ist am Fuße des Hügels, auf dem sich die Kirche befindet, zu vermuten. Die Bevölkerung war lange Zeit slawisch. Erst allmählich drangen die Franken in diesen Siedlungsraum ein.
Erstmals erwähnt wurde der Ort als „Alten-Kunstadt“ im Jahr 1248. Die Kirche aus dem Jahre 1537 hatte drei Vorgängerbauten. Lange Zeit war sie Wehrkirche; sie besaß einen Mauerring, der in Kriegszeiten zum Schutz und zur Verteidigung der Bevölkerung diente. Diese Mauer ist zum Teil noch erhalten. Mit ihrem Kilians-Patrozinium gehörte die Kirche zunächst zum Bistum Würzburg. 1336 wurde sie dem Kloster Langheim inkorporiert und besitzt seither das Marien-Patrozinium. Die Oberhoheit lag nun beim Bischof von Bamberg. Bis zur Säkularisation 1803 kamen die Altenkunstädter Pfarrer aus dem Kloster Langheim, dem der Ort unterstand.
Neben der Kirche befand sich jahrhundertelang das Haus des Messners (früher Kirchner). Dort stand auch die älteste Schule des Ortes, die vermutlich schon mit der Gründung der Kirche entstanden war. Da der Pfarrer wegen der ursprünglichen Größe seines Pfarrsprengels (ca. 800 Quadratkilometer) nicht selbst unterrichten konnte, musste der Kirchner das Amt des Lehrers ausüben. Die älteste Nachricht darüber stammt aus dem Jahre 1458, von 1517 ist eine Gebührenordnung der Schule erhalten. Im Wesentlichen diente die Schule in den Anfängen zur Ausbildung der Jungen im Ministrantendienst und im Chorgesang, nach Einführung der allgemeinen Schulpflicht im Jahre 1802 wurde in diesem Gebäude die Volksschule eingerichtet. 1854 wurde das Haus abgerissen und die Schule in das heutige Rathaus verlegt.
Altenkunstadt gehörte jahrhundertelang zum Hochstift Bamberg und ab 1500 auch zum Fränkischen Reichskreis. Seit dem Reichsdeputationshauptschluss von 1803 gehört der Ort zu Bayern. Im Zuge der Verwaltungsreformen in Bayern entstand mit dem Gemeindeedikt von 1818 die heutige Gemeinde. Im Zuge dieser Gemeindereform kamen Woffendorf und Baiersdorf zur Gemeinde Altenkunstadt hinzu. Die Industrialisierung begann Mitte des 19. Jahrhunderts.

### Geschichte der Juden
- Eustach Trost, 1797 bis 1819, letzter Konventuale von Langheim
- Norbert Benkert, 1821 bis 1834
- Josef Lederer, 1834 bis 1838
- J. Georg Klockard, 1839 bis 1854
- Jakob Rabs, 1854 bis 1867
- Franz Martin, 1881 bis 1892
- Heinrich Birner, September bis Oktober 1892
- J. Baptist Hager, 1900 bis 1911
- Johann Quinger, 1914 bis 1953 (* 17. Februar 1874 in Eggenbach; † 14. März 1953 in Altenkunstadt, Gemeinderat und Kammerer)
- Georg Lang, 1953 bis 1969 (* 24. Mai 1903 in Regen; † 16. Juli 1976 in Altenkunstadt, Gemeinderat und Kammerer)

Im Ort war seit langem eine große Zahl jüdischer Familien ansässig. Mitte des 19. Jahrhunderts bildeten diese fast die Hälfte der Einwohnerschaft. Entsprechend groß war der Friedhof, den sich die jüdische Gemeinden in Burgkunstadt anlegten und der über 2000 Grabsteine enthält. Die Synagoge aus dem Jahr 1726, wahrscheinlich beim Novemberpogrom 1938 geplündert, wurde nach einer mehrjährigen Nutzung als Lagerraum für das Wasserwerk der Gemeinde 1989 bis 1993 umfassend restauriert und als Museum und Begegnungsstätte eingerichtet. Auf der ehemaligen Frauenempore erinnert eine Dauerausstellung an die Geschichte der Juden im oberen Maintal.

### Eingemeindungen
Im Zuge der Gebietsreform in Bayern wurde am 1. Januar 1972 ein Teil der bis dahin selbständigen Gemeinde Pfaffendorf eingegliedert. Am 1. Juli 1972 kam Zeublitz hinzu. Maineck folgte am 1. Januar 1974. Strössendorf wurde am 1. Januar 1975 eingemeindet. Mit der Eingliederung Burkheims wurde am 1. Januar 1977 die Reihe der Eingemeindungen abgeschlossen. Eine ursprünglich vom Ministerpräsidenten Franz Josef Strauß geplante Zusammenlegung von Altenkunstadt mit Burgkunstadt konnte – nach Berichten von Beteiligten – durch direkte Intervention des Bürgermeisters Fred Hermannsdörfer beim Innenminister Bruno Merk verhindert werden.

### Einwohnerentwicklung
Im Zeitraum 1988 bis 2018 wuchs die Gemeinde von 4836 auf 5383 um 547 Einwohner bzw. um 11,3 %, das ist der höchste prozentuale Zuwachs im Landkreis im genannten Zeitraum. Am 31. Dezember 2002 hatte Altenkunstadt 5669 Einwohner.
| Jahr      | 1840 | 1961 | 1970 | 1987 | 1991 | 1995 | 2000 | 2005 | 2010 | 2015 |
| --------- | ---- | ---- | ---- | ---- | ---- | ---- | ---- | ---- | ---- | ---- |
| Einwohner | 1317 | 4215 | 4536 | 4766 | 5014 | 5545 | 5649 | 5612 | 5393 | 5380 |

Von den 5618 Einwohnern am 31. Dezember 2014 (mit Zweitwohnsitzen) waren 3327 katholisch, 1550 evangelisch und 741 anderen Glaubens oder konfessionslos. Es bestehen zwei Kirchengemeinden:
- die katholische Kirchengemeinde Bei unserer lieben Frau mit der Pfarrkirche Mariä Geburt,
- die evangelisch-lutherische Kirchengemeinde Strössendorf/Altenkunstadt, mit zwei Predigtstätten in Strössendorf und Altenkunstadt.

Das 2011 im Pfarrhaus der katholischen Kirchengemeinde eingerichtete Franziskanerkloster wurde im Jahresverlauf 2024 wieder aufgelöst.

## Politik

### Gemeinderat
Nach den Kommunalwahlen 2014 und 2020 setzte sich der Gemeinderat wie folgt zusammen:
| Partei/Liste                     | Sitze | Sitze |
| Partei/Liste                     | 2020  | 2014  |
| CSU                              | 7     | 6     |
| SPD                              | 3     | 2     |
| Grüne                            | 2     | 1     |
| Junge-Wähler-Union (JWU)         | 3     | 4     |
| Freie Bürger der Ortsteile (FBO) | 3     | 3     |
| Freie Wählergemeinschaft (FWG)   | 2     | 2     |
| Soziale Bürger (SB)              | –     | 1     |
| Junge Bürger (JB)                | –     | 1     |

Außerdem gehört der Erste Bürgermeister dem Gemeinderat an.

### Bürgermeister
Erster Bürgermeister ist Robert Hümmer (CSU). Er wurde bei der Kommunalwahl nach einer Stichwahl am 30. März 2014 bei einer Wahlbeteiligung von 68,02 % mit 51,92 % der gültigen Stimmen gewählt und 2020 mit 51,3 % der Stimmen im Amt bestätigt.
Seine Amtsvorgänger waren:
- Georg Vornbrunn (Junge Wähler Union, 1996–2014),[18]
- Eugen Braun (CSU, 1987–1996),[19][20][21]
- Alfred („Fred“) Hermannsdörfer (SPD, 1972–1987), Namenspatron der Bürgermeister-Hermannsdörfer-Straße
- Georg Böhmer (SPD, 1946–1972), Namenspatron der Bürgermeister-Böhmer-Straße
- Bruno Döring (1945–1946)[22]
- Andreas Leikeim (1933–1945)[23]

Das Amt wurde bis 1965 ehrenamtlich ausgeübt und ist seit 1965 ein Hauptamt, aufgrund der damals steigenden Einwohnerzahlen.

### Wappen
| | Blasonierung: „Gespalten; vorne in Silber zwei blaue Balken, belegt mit rotem Schräglinksfluss; hinten in Blau ein goldener Kelch, aus dem ein goldener Abtsstab wächst.“ |
| Wappenbegründung: Durch diese beiden Elemente wird die politische Zugehörigkeit Altenkunstadts widergespiegelt. In der vorderen Hälfte des Wappens ist das Stammwappen der jahrhundertelang im Ort begüterten Marschälken von Kunstadt zu sehen. Die hintere Hälfte ist an das Wappen des Klosters Langheim angelehnt, das von 1336 bis 1803 über erheblichen Grundbesitz in Altenkunstadt verfügte und das örtliche Kirchenpatronat innehatte. Das heutige Gemeindewappen wurde am 7. August 1957 mit ministerieller Zustimmung eingeführt. | |

### Gemeindepartnerschaften
- Frankreich: Seit 2006 unterhält die Gemeinde mit der Nachbarstadt Weismain eine Städtepartnerschaft mit der französischen Gemeinde Quéven in der Bretagne.

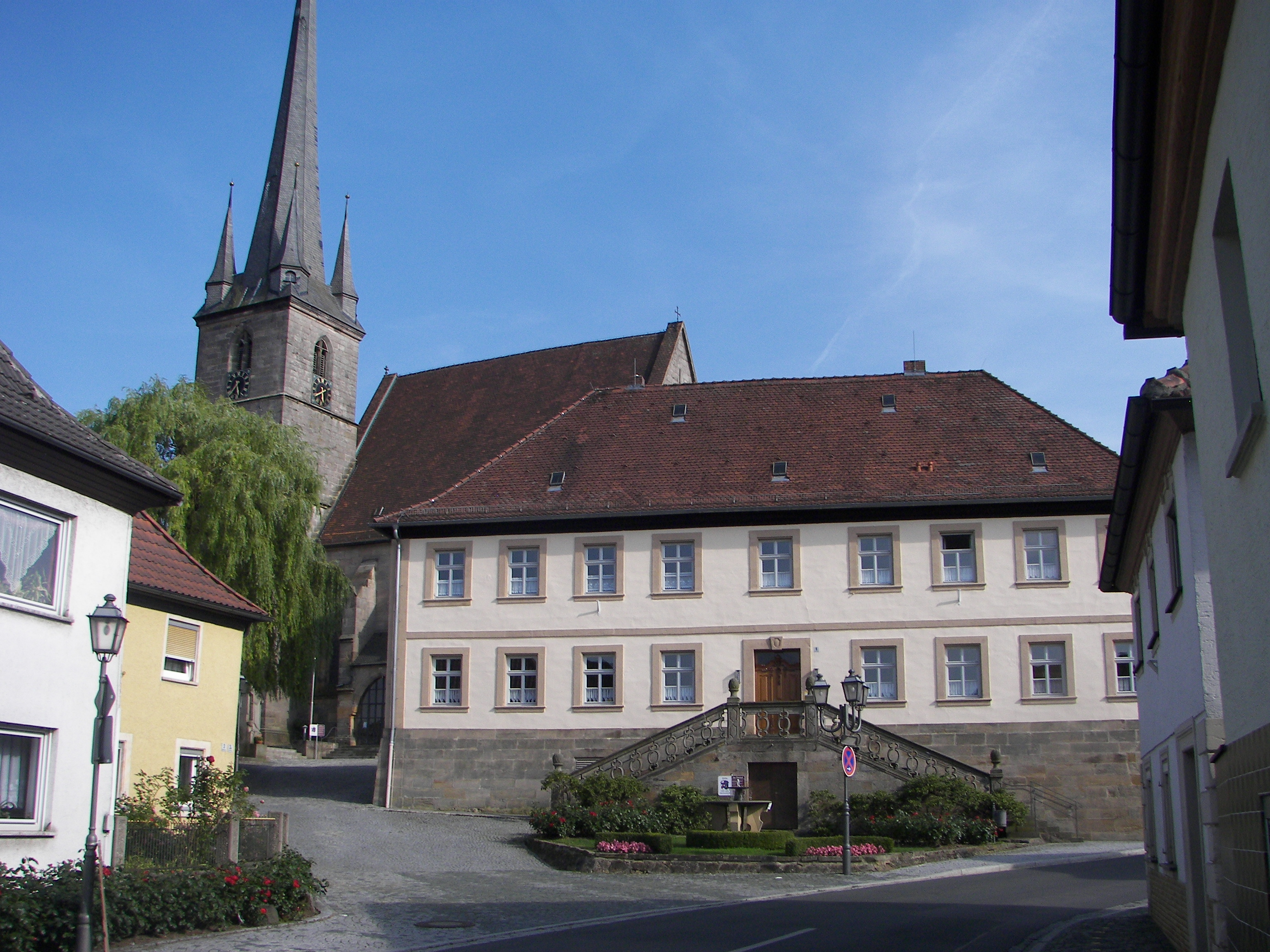
Pfarrhof und katholische Kirche

### Örtliche Medien
In Altenkunstadt wird als Tageszeitung das Obermain-Tagblatt vertrieben, mit regionalen Informationen. Des Weiteren gibt die Gemeinde Altenkunstadt monatlich ein Amtsblatt heraus, das auf der Website der Gemeinde abrufbar ist.

## Kultur und Sehenswürdigkeiten

### Bauwerke
- Der Pfarrhof wurde 1784 im fränkischen Barock errichtet. Der zweiläufige Treppenaufgang ist zeittypisch verziert. Der Scheitelstein im Türsturz verweist darauf, dass Pfarrer Erasmus Zillig das Gebäude aufführen ließ. Der Seitenflügel des Pfarrhofes entstand 1802/03. Seine Fundamente ruhen zum Teil auf der alten Umfassungsmauer des Kirchenareals. Bis 1854 war der Pfarrhof mit dem gegenüberliegenden Kirchnerhaus mit einem Torbogen verbunden, der den Kirchenbezirk abschloss.[27]
- Die katholische Kirche aus dem Jahre 1537,
- Rathaus (Altenkunstadt), 1826 errichtet und seit 1945 im Besitz der Gemeinde Altenkunstadt,
- Schiffthaler Hof, ca. 1750, zunächst im Besitz des Klosters Langheim, nach mehreren Eigentümerwechseln seit 1887 im Eigentum der Brauerei Leikeim,
- ehemaliges Kloster der Augsburger Franziskanerinnen vom Heiligen Stern, seit 1890 mit Kinderheim (bis 1965), der Konvent wurde 1972 aufgelöst.
- Die Neumühle in der Langheimer Straße mit dem charakteristischen Mühlrad,[28]
- die ehemalige Badmühle in der Theodor-Heuss-Straße an der Weismain, Gebäude von 1709, erstmalig erwähnt 1390.

Historisch herausragende Gebäude sind seit den 1990er Jahren mit Informationstafeln zur Geschichte und Bedeutung versehen.

### Musik
Der Musikverein Altenkunstadt e. V. wurde im Jahr 1970 gegründet und hat ca. 25 aktive Mitglieder, teilweise mit jahrzehntelangem Engagement. Die Gemeinde Altenkunstadt unterhält gemeinsam mit der benachbarten Gemeinde Weismain eine Musikschule.
Der Kulturverein Altenkunstadt organisiert im Auftrag der Gemeinde verschiedene künstlerische Angebote, von Ausstellungen über Autorenlesungen bis hin zu Kleinkunst. Zu den herausragenden musikalischen Angeboten gehört die 1991 durch Bürgermeister Eugen Braun begründete jährliche Matinee am 3. Adventssonntag, zu der Künstlerinnen und Künstler des Landestheaters Coburg musikalische Darbietungen aus Oper, Operette und Musical sowie moderne Tanzperformance aufführen. Pandemiebedingt fiel sie 2020 und 2021 aus, wurde aber 2022 wieder aufgenommen und fand 2023 zum dreissigsten Mal statt.
Die Kordigast-Halle am Schulzentrum sowie der Gastronomiebetrieb Nepomuk werden für kulturelle Angebote genutzt.

### Sportvereine
- Fußballverein Altenkunstadt 1919 e. V.
- Turnverein 1899 Altenkunstadt e. V.
- Radfahrverein Concordia Altenkunstadt e. V.[38]
- Tischtennisverein 45 Altenkunstadt e. V.[39]
- 1. Fußballclub Baiersdorf e. V.

## Rettungsorganisationen
In der Gemeinde obliegt der Einsatz bei Brand- und Katastrophenfällen der Stützpunktfeuerwehr Altenkunstadt mit den dazugehörenden Ortsteilfeuerwehren. Die Freiwillige Feuerwehr besteht seit mehr als 150 Jahren (gegründet 1871). Für die Versorgung Erkrankter und Verletzter ist die Rettungswache im benachbarten Weismain zuständig.

## Wirtschaft und Infrastruktur
2020 gab es 2802 sozialversicherungspflichtig Beschäftigte am Arbeitsort, 2410 sozialversicherungspflichtig Beschäftigte am Wohnort und 123 Arbeitslose. Im verarbeitenden Gewerbe (sowie Bergbau und Gewinnung von Steinen und Erden) gab es zwei, im Bauhauptgewerbe fünf Betriebe. Zudem bestanden im Jahr 2016 25 landwirtschaftliche Betriebe mit einer landwirtschaftlich genutzten Fläche von 893 Hektar.  Die Gemeindesteuereinnahmen 2020 betrugen 5.016.000 Euro, davon betrugen die Gewerbesteuereinnahmen (netto) umgerechnet 1.353.000 Euro.

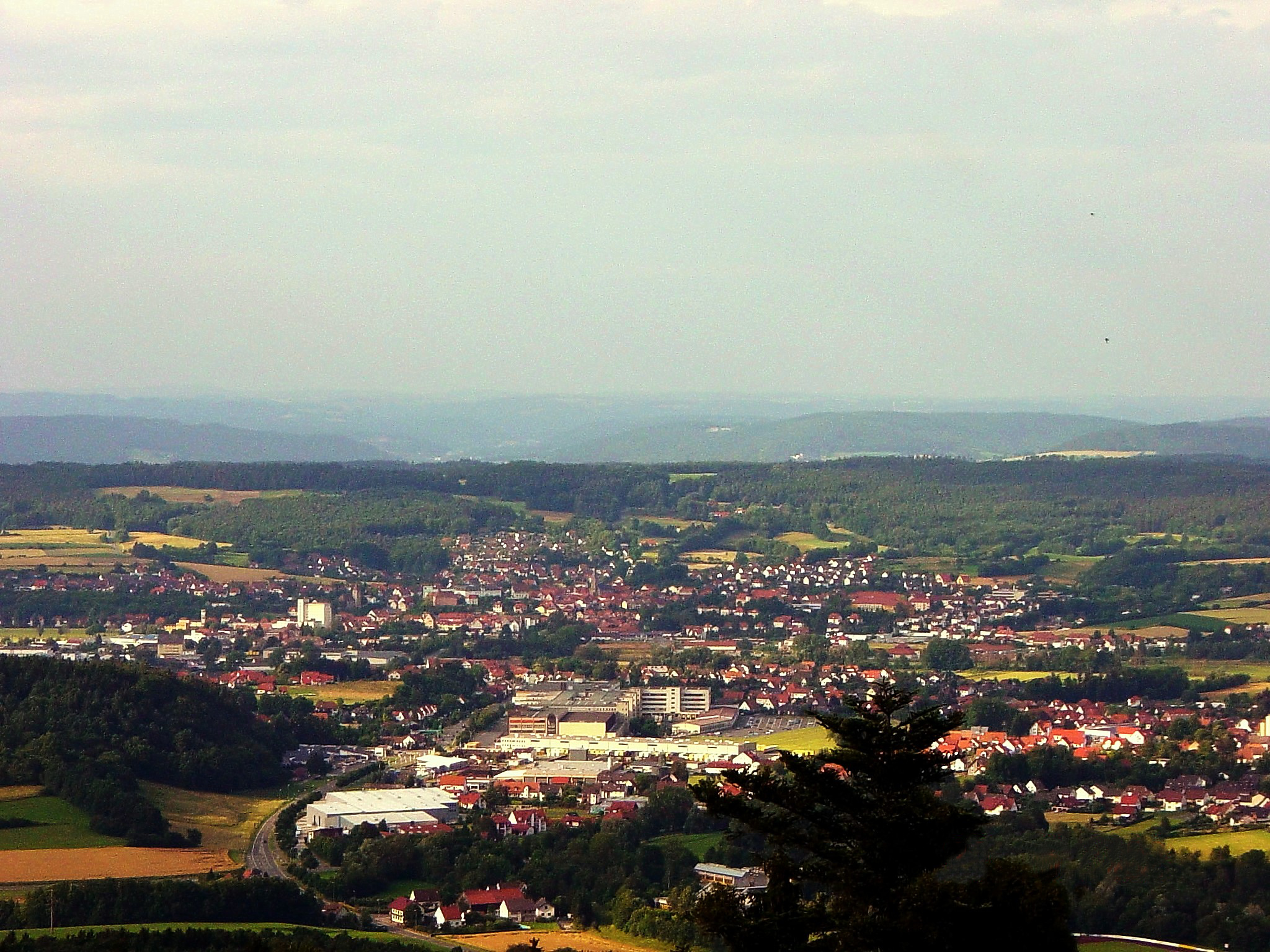
Altenkunstadt (vorne) und Burgkunstadt (im Hintergrund) vom Großen Kordigast (536 m) aus

### Ansässige Unternehmen
Bekannte Unternehmen sind der Plüschtierhersteller NICI, die Brauerei Leikeim sowie der Baur Versand (Otto-Gruppe Hamburg) mit den Tochterunternehmen BFS Baur Fulfillment Services GmbH und 2. Hermes TranStore Service GmbH. Auch die BMF – Besteck- und Metallwaren GmbH hat ihren Sitz in Altenkunstadt.

### Bildung
In Altenkunstadt gibt es drei Kindertagesstätten, eine Grundschule und eine Mittelschule.

### Stadtbildentwicklung
Neben der Erschließung verschiedener Neubaugebiete hat die Gemeinde Altenkunstadt in den letzten Jahren zwei größere Bauentwicklungsvorhaben durchgeführt: 2020-2023 Die Gestaltung der Neuen Mitte und die Umgestaltung der früheren Baur-Einkaufswelt in ein Nahversorgungszentrum mit Supermarkt, Lebensmittel-Discounter, Bekleidungs- und Schuheinzelhandel sowie Drogeriemarkt.

## Persönlichkeiten

### Söhne und Töchter
- Wolfgang Mack (1808–1883), deutscher Chirurg und Stifter
- Jacob Hirsch (1874–1955), deutsch-schweizerischer Numismatiker, Archäologe und Kunsthändler
- Alfred Nikolaus Witt (1914–1999), Orthopäde und Chirurg, Hochschullehrer in Berlin und München
- Josef Seiz (1934–2010), deutscher Tischtennisspieler
- Josef Motschmann (1952–2016), Pastoralreferent, Heimatforscher[49] und oberfränkischer Mundartdichter[50][51], 2004 Verleihung des Bundesverdienstkreuzes, 2005 Empfänger des Frankenwürfel für sein dichterisches Werk, 2012 zum Ehrenbürger von Altenkunstadt ernannt[52]
- Martin Hügerich (1936–2023), zweifacher Paralympics-Sieger im Tischtennis[53]

### Mit Altenkunstadt verbundene Persönlichkeiten
- Johann Leikeim, (1880? – 1912?) Metzgermeister und Brauereigründer[54]
- Franz-Joseph Ahles (1870–1939), als Sänger vom Kordigast bekannter Dichter von Heimatliedern und Literatur[55]
- Otto Schuhmann (1944–2025), SPD-Politiker und Landtagsabgeordneter, wohnte ab 2011 in Altenkunstadt, ab 2016 Ehrenbürger der Gemeinde[56][57]
- Ellen Braun (* 1966), Wirtschaftswissenschaftlerin[58][59]
- Martin Rehm (* 1985), deutscher Fotograf
- Niklas Dorsch (* 1998), Profifussball-Spieler, aus dem 1. FC. Baiersdorf hervorgegangen[60]

## Trivia
Die Bevölkerung von Altenkunstadt wird auch „Altenkuschter Hefeklöß“ oder „Hiefnklüeß“ genannt – eine Anspielung auf die Neigung, am Ort zu bleiben und nicht fortzuziehen bzw. im Wirtshaus sitzen zu bleiben, statt nach Hause zu gehen. Einer Legende zufolge hat ein Ehemann seine Ehefrau mit dieser Bezeichnung gefoppt, die beim Backen den Zusatz von Hefe vergaß.